# NGC 7609
NGC 7609 is een elliptisch sterrenstelsel in het sterrenbeeld Pegasus. Het hemelobject werd op 5 oktober 1864 ontdekt door de Duitse astronoom Albert Marth.

## Synoniemen
- MCG 1-59-47
- ZWG 406.65
- VV 20
- Arp 150
- HCG 95A
- PGC 71076